# Odontomyia erecta
Odontomyia erecta är en tvåvingeart som beskrevs av Enrico Adelelmo Brunetti 1926. Odontomyia erecta ingår i släktet Odontomyia och familjen vapenflugor. Inga underarter finns listade i Catalogue of Life.